# Tipula (Acutipula) gemma
Tipula (Acutipula) gemma is een tweevleugelige uit de familie langpootmuggen (Tipulidae). De soort komt voor in het Palearctisch gebied.